# Crooked Creek (Georgia)
Crooked Creek – jednostka osadnicza w Stanach Zjednoczonych, w stanie Georgia, w hrabstwie Putnam.